# Massimo Monti
Massimo Monti (ur. 26 marca 1962 w Bolonii) – włoski kierowca wyścigowy.

## Kariera
Monti rozpoczął karierę w wyścigach samochodowych w 1985 roku od startów we  Włoskiej Formule 3, gdzie jednak nie zdobywał punktów. Rok później w tej samej serii był piąty. W późniejszych latach pojawiał się także w stawce Europejskiego Pucharu Formuły 3, Brytyjskiej Formuły 3, Formuły 3000, World Sports-Prototype Championship, 24-godzinnego wyścigu Le Mans, Brytyjskiej Formuły 2, Global GT Championship, Sports Racing World Cup, FIA Sportscar Championship, Spanish GT Championship, Włoskiego Pucharu Porsche Carrera, GT3 Cup -Coppa Paul Frère, Światowego Pucharu Porsche Carrera oraz Italian GT Championship.
W Formule 3000 Włoch startował w latach 1988-1989, 1991. Jednak w żadnym z ośmiu wyścigów, w których wystartował, nie zdołał zdobyć punktów.